# Жуковка (Костанайская область)
Жуковка (каз. Жуков) — село в Костанайском районе Костанайской области Казахстана. Входит в состав Александровского сельского округа. Находится примерно в 36 км к северо-востоку от центра города Костаная. Код КАТО — 395433300.

## Население
В 1999 году население села составляло 355 человек (183 мужчины и 172 женщины). По данным переписи 2009 года, в селе проживало 257 человек (125 мужчин и 132 женщины).